# Copa Campeonato 1894
La Copa Campeonato 1894, organizzata dall'Argentine Association Football League, fu la prima edizione di questa competizione. Il titolo fu vinto dal Lomas Athletic Club.
Il Buenos Aires and Rosario Railways AC iniziò il torneo, ma dopo tre partite si ritirò per una disputa. Le tre partite furono annullate.
Il Retiro Athletic Club era composto di operai ed impiegati della ditta che all'epoca stava costruendo Puerto Madero, il porto di Buenos Aires.

## Classifica finale[2]
| Pos. | Squadra              | Pt | G  | V | N | P |
| ---- | -------------------- | -- | -- | - | - | - |
| 1.   | Lomas Athletic Club  | 18 | 10 | 8 | 2 | 0 |
| 2.   | Rosario Athletic     | 14 | 10 | 6 | 2 | 2 |
| 3.   | Flores Athletic Club | 12 | 10 | 6 | 0 | 4 |
| 4.   | Lobos Athletic       | 9  | 10 | 3 | 3 | 4 |
| 5.   | Saint Andrew's       | 6  | 10 | 3 | 0 | 7 |
| 6.   | Retiro Athletic Club | 1  | 10 | 0 | 1 | 9 |

## Classifica marcatori[1]
| Gol |  |  | Giocatore     | Squadra              |
| --- |  |  | ------------- | -------------------- |
| 4   |  |  | James Gifford | Flores Athletic Club |